# Mango (Florida)
Mango ist  ein census-designated place (CDP) im Hillsborough County im US-Bundesstaat Florida. Das U.S. Census Bureau hat bei der Volkszählung 2020 eine Einwohnerzahl von 12.699 ermittelt.

## Geographie
Mango liegt rund fünf Kilometer östlich von Tampa. Der CDP wird von den Interstates 4 und 75, vom U.S. Highway 92 (SR 600) sowie der Florida State Road 574 durchquert bzw. tangiert.

## Geschichte
Mango erhielt durch die South Florida Railroad im Jahr 1884 erstmals Anschluss an das Eisenbahnnetz.

## Demographische Daten
Laut der Volkszählung 2010 verteilten sich die damaligen 11.313 Einwohner auf 4.773 Haushalte. Die Bevölkerungsdichte lag bei 950,7 Einw./km². 71,3 % der Bevölkerung bezeichneten sich als Weiße, 15,4 % als Afroamerikaner, 0,8 % als Indianer und 1,5 % als Asian Americans. 8,0 % gaben die Angehörigkeit zu einer anderen Ethnie und 3,1 % zu mehreren Ethnien an. 24,7 % der Bevölkerung bestand aus Hispanics oder Latinos.
Im Jahr 2010 lebten in 40,4 % aller Haushalte Kinder unter 18 Jahren sowie 20,7 % aller Haushalte Personen mit mindestens 65 Jahren. 67,3 % der Haushalte waren Familienhaushalte (bestehend aus verheirateten Paaren mit oder ohne Nachkommen bzw. einem Elternteil mit Nachkomme). Die durchschnittliche Größe eines Haushalts lag bei 2,72 Personen und die durchschnittliche Familiengröße bei 3,18 Personen.
30,6 % der Bevölkerung waren jünger als 20 Jahre, 30,0 % waren 20 bis 39 Jahre alt, 25,4 % waren 40 bis 59 Jahre alt und 13,9 % waren mindestens 60 Jahre alt. Das mittlere Alter betrug 33 Jahre. 48,3 % der Bevölkerung waren männlich und 51,7 % weiblich.
Das durchschnittliche Jahreseinkommen lag bei 37.123 $, dabei lebten 27,8 % der Bevölkerung unter der Armutsgrenze.
Im Jahr 2000 war englisch die Muttersprache von 92,89 % der Bevölkerung und spanisch sprachen 7,11 %.